# Llista de topònims del Cogul
Llista de topònims (noms propis de lloc) del municipi del Cogul, a les Garrigues
Informació actualitzada per un bot. Els canvis manuals es perdran quan s'actualitzi!

## cabana
| imatge | Nom                    | Ubicat a | instància de | Detalls | coordenades                                                          | Protecció | Commons (més fotos) | Dades a WD                    |
| ------ | ---------------------- | -------- | ------------ | ------- | -------------------------------------------------------------------- | --------- | ------------------- | ----------------------------- |
|        | era de l'Anton         | el Cogul | cabana       |         | 41° 27′ 57″ N, 0° 41′ 06″ E / 41.4659338835944°N,0.685073105722094°E |           |                     | Modifica les dades a Wikidata |
|        | era de l'Espassa       | el Cogul | cabana       |         | 41° 27′ 59″ N, 0° 41′ 11″ E / 41.4663573470713°N,0.686423068678257°E |           |                     | Modifica les dades a Wikidata |
|        | era de la Sila         | el Cogul | cabana       |         | 41° 27′ 14″ N, 0° 41′ 29″ E / 41.4540121747753°N,0.691495067641047°E |           |                     | Modifica les dades a Wikidata |
|        | era del Barberet       | el Cogul | cabana       |         | 41° 27′ 38″ N, 0° 40′ 49″ E / 41.4605767619324°N,0.680247079514368°E |           |                     | Modifica les dades a Wikidata |
|        | era del Jaumet         | el Cogul | cabana       |         | 41° 27′ 57″ N, 0° 41′ 00″ E / 41.4657279345191°N,0.683344225534346°E |           |                     | Modifica les dades a Wikidata |
|        | era del Quico          | el Cogul | cabana       |         | 41° 27′ 46″ N, 0° 41′ 10″ E / 41.4627391364914°N,0.686096761752155°E |           |                     | Modifica les dades a Wikidata |
|        | era del Taboleta       | el Cogul | cabana       |         | 41° 27′ 29″ N, 0° 42′ 13″ E / 41.458009643269°N,0.703565145810072°E  |           |                     | Modifica les dades a Wikidata |
|        | era del Vilà           | el Cogul | cabana       |         | 41° 27′ 53″ N, 0° 41′ 10″ E / 41.4646422620402°N,0.686232620414777°E |           |                     | Modifica les dades a Wikidata |
|        | pallissa del Carrereta | el Cogul | cabana       |         | 41° 27′ 42″ N, 0° 41′ 29″ E / 41.4617024245717°N,0.691425753950834°E |           |                     | Modifica les dades a Wikidata |

## cova
| imatge | Nom                      | Ubicat a | instància de | Detalls | coordenades                                                          | Protecció | Commons (més fotos) | Dades a WD                    |
| ------ | ------------------------ | -------- | ------------ | ------- | -------------------------------------------------------------------- | --------- | ------------------- | ----------------------------- |
|        | cova de Baladrons        | el Cogul | cova         |         | 41° 27′ 23″ N, 0° 42′ 22″ E / 41.4562976504691°N,0.706235491958279°E |           |                     | Modifica les dades a Wikidata |
|        | cova de la Pinyola       | el Cogul | cova         |         | 41° 27′ 44″ N, 0° 41′ 50″ E / 41.4621056038073°N,0.697158583596295°E |           |                     | Modifica les dades a Wikidata |
|        | cova de la Pujola        | el Cogul | cova         |         | 41° 27′ 44″ N, 0° 41′ 50″ E / 41.4621056038073°N,0.697158583596295°E |           |                     | Modifica les dades a Wikidata |
|        | cova del Miquel del Moix | el Cogul | cova         |         | 41° 26′ 46″ N, 0° 42′ 58″ E / 41.4462287328912°N,0.716214447918093°E |           |                     | Modifica les dades a Wikidata |
|        | coves del Cogul          | el Cogul | cova         |         | 41° 27′ 59″ N, 0° 42′ 02″ E / 41.466388837276°N,0.700563230288082°E  |           |                     | Modifica les dades a Wikidata |

## jaciment arqueològic
| imatge | Nom             | Ubicat a | instància de                                | Detalls | coordenades                                          | Protecció                                                                                        | Commons (més fotos) | Dades a WD                    |
| ------ | --------------- | -------- | ------------------------------------------- | ------- | ---------------------------------------------------- | ------------------------------------------------------------------------------------------------ | ------------------- | ----------------------------- |
|        | Lo Saladar      | el Cogul | jaciment arqueològic                        |         | 41° 27′ 58″ N, 0° 42′ 16″ E / 41.465973°N,0.704574°E | bé integrant del patrimoni cultural català                                                       |                     | Modifica les dades a Wikidata |
|        | Pla de la Bassa | el Cogul | jaciment arqueològic                        |         | 41° 27′ 53″ N, 0° 41′ 33″ E / 41.464785°N,0.692392°E | bé integrant del patrimoni cultural català                                                       |                     | Modifica les dades a Wikidata |
|        | Pla del Vilà    | el Cogul | jaciment arqueològic                        |         | 41° 27′ 39″ N, 0° 40′ 53″ E / 41.460725°N,0.681275°E | bé integrant del patrimoni cultural català                                                       |                     | Modifica les dades a Wikidata |
|        | Roca dels Moros | el Cogul | jaciment arqueològic gruta amb art rupestre |         | 41° 27′ 53″ N, 0° 41′ 50″ E / 41.46478611°N,0.6971°E | bé d'interès cultural lloc component de Patrimoni de la Humanitat bé cultural d'interès nacional | Coves del Cogul     | Modifica les dades a Wikidata |
|        | les Aubaredes   | el Cogul | jaciment arqueològic                        |         | 41° 28′ 24″ N, 0° 41′ 13″ E / 41.473196°N,0.686907°E | bé integrant del patrimoni cultural català                                                       |                     | Modifica les dades a Wikidata |

## masia
| imatge | Nom                     | Ubicat a | instància de | Detalls | coordenades                                                          | Protecció | Commons (més fotos) | Dades a WD                    |
| ------ | ----------------------- | -------- | ------------ | ------- | -------------------------------------------------------------------- | --------- | ------------------- | ----------------------------- |
|        | Era del Portell         | el Cogul | masia        |         | 41° 27′ 57″ N, 0° 41′ 11″ E / 41.4657071692483°N,0.686338428775183°E |           |                     | Modifica les dades a Wikidata |
|        | Mas de l'Aleixet        | el Cogul | masia        |         | 41° 25′ 58″ N, 0° 41′ 41″ E / 41.4327045497823°N,0.694739825137405°E |           |                     | Modifica les dades a Wikidata |
|        | Mas de l'Aranet         | el Cogul | masia        |         | 41° 26′ 54″ N, 0° 42′ 48″ E / 41.44826944°N,0.71319722°E 332.2 msnm  |           |                     | Modifica les dades a Wikidata |
|        | Mas de l'Enterrador     | el Cogul | masia        |         | 41° 27′ 49″ N, 0° 41′ 45″ E / 41.4637376725513°N,0.695903460550262°E |           |                     | Modifica les dades a Wikidata |
|        | Mas de l'Espasa         | el Cogul | masia        |         | 41° 27′ 00″ N, 0° 41′ 27″ E / 41.450106107715°N,0.6907429063501°E    |           |                     | Modifica les dades a Wikidata |
|        | Mas del Bep d'Aspa      | el Cogul | masia        |         | 41° 28′ 04″ N, 0° 42′ 17″ E / 41.4676960783508°N,0.704684053436545°E |           |                     | Modifica les dades a Wikidata |
|        | Mas del Cantó           | el Cogul | masia        |         | 41° 28′ 07″ N, 0° 42′ 47″ E / 41.468724884037°N,0.712922083213303°E  |           |                     | Modifica les dades a Wikidata |
|        | Mas del Català          | el Cogul | masia        |         | 41° 27′ 34″ N, 0° 42′ 27″ E / 41.4595384341049°N,0.707510082753829°E |           |                     | Modifica les dades a Wikidata |
|        | Mas del Civit           | el Cogul | masia        |         | 41° 26′ 44″ N, 0° 41′ 49″ E / 41.4455300730485°N,0.696990940914494°E |           |                     | Modifica les dades a Wikidata |
|        | Mas del Facundo         | el Cogul | masia        |         | 41° 26′ 33″ N, 0° 42′ 28″ E / 41.4425569376289°N,0.707761040592018°E |           |                     | Modifica les dades a Wikidata |
|        | Mas del Gori            | el Cogul | masia        |         | 41° 27′ 10″ N, 0° 40′ 47″ E / 41.45266627241°N,0.679667129322447°E   |           |                     | Modifica les dades a Wikidata |
|        | Mas del Gravat          | el Cogul | masia        |         | 41° 27′ 09″ N, 0° 40′ 39″ E / 41.4523883103401°N,0.677498246030305°E |           |                     | Modifica les dades a Wikidata |
|        | Mas del Mingo del Bessó | el Cogul | masia        |         | 41° 26′ 40″ N, 0° 42′ 55″ E / 41.4443636962639°N,0.715274401622237°E |           |                     | Modifica les dades a Wikidata |
|        | Mas del Moliner         | el Cogul | masia        |         | 41° 27′ 23″ N, 0° 40′ 21″ E / 41.4563586205313°N,0.672519805203699°E |           |                     | Modifica les dades a Wikidata |
|        | Mas del Monjo           | el Cogul | masia        |         | 41° 26′ 11″ N, 0° 41′ 38″ E / 41.436264459355°N,0.69395553785075°E   |           |                     | Modifica les dades a Wikidata |
|        | Mas del Patet           | el Cogul | masia        |         | 41° 27′ 20″ N, 0° 40′ 59″ E / 41.4554739643584°N,0.683122689879183°E |           |                     | Modifica les dades a Wikidata |
|        | Mas del Pere            | el Cogul | masia        |         | 41° 26′ 20″ N, 0° 42′ 19″ E / 41.4388534259236°N,0.705413858306688°E |           |                     | Modifica les dades a Wikidata |
|        | Mas del Pinxet          | el Cogul | masia        |         | 41° 27′ 39″ N, 0° 42′ 41″ E / 41.4606966520129°N,0.711396402313365°E |           |                     | Modifica les dades a Wikidata |
|        | Mas del Pinós           | el Cogul | masia        |         | 41° 25′ 41″ N, 0° 42′ 08″ E / 41.4279470782867°N,0.702291794418361°E |           |                     | Modifica les dades a Wikidata |
|        | Mas del Pobre           | el Cogul | masia        |         | 41° 28′ 34″ N, 0° 40′ 18″ E / 41.4760850520798°N,0.671730030706595°E |           |                     | Modifica les dades a Wikidata |
|        | Mas del Prudéncio       | el Cogul | masia        |         | 41° 28′ 10″ N, 0° 40′ 54″ E / 41.4694656998039°N,0.681558608665949°E |           |                     | Modifica les dades a Wikidata |
|        | Mas del Roig            | el Cogul | masia        |         | 41° 27′ 34″ N, 0° 41′ 31″ E / 41.4594612643486°N,0.691948266545136°E |           |                     | Modifica les dades a Wikidata |
|        | Mas del Vilà            | el Cogul | masia        |         | 41° 28′ 40″ N, 0° 40′ 23″ E / 41.477668474627°N,0.67299795447952°E   |           |                     | Modifica les dades a Wikidata |
|        | Mas del Xana            | el Cogul | masia        |         | 41° 28′ 06″ N, 0° 40′ 00″ E / 41.4683603976949°N,0.666546271436834°E |           |                     | Modifica les dades a Wikidata |
|        | Masets del Camil        | el Cogul | masia        |         | 41° 26′ 36″ N, 0° 41′ 06″ E / 41.4433183463231°N,0.685075508179035°E |           |                     | Modifica les dades a Wikidata |

## molí d'aigua
| imatge | Nom             | Ubicat a | instància de | Detalls | coordenades                                                          | Protecció | Commons (més fotos) | Dades a WD                    |
| ------ | --------------- | -------- | ------------ | ------- | -------------------------------------------------------------------- | --------- | ------------------- | ----------------------------- |
|        | Molí de la Vila | el Cogul | molí d'aigua |         | 41° 28′ 01″ N, 0° 41′ 26″ E / 41.4668209942066°N,0.690669344508816°E |           |                     | Modifica les dades a Wikidata |
|        | Molí del Xoll   | el Cogul | molí d'aigua |         | 41° 27′ 58″ N, 0° 41′ 24″ E / 41.4661332413849°N,0.690059142395944°E |           |                     | Modifica les dades a Wikidata |

## muntanya
| imatge | Nom                   | Ubicat a                           | instància de | Detalls | coordenades                                                   | Protecció | Commons (més fotos) | Dades a WD                    |
| ------ | --------------------- | ---------------------------------- | ------------ | ------- | ------------------------------------------------------------- | --------- | ------------------- | ----------------------------- |
|        | Punta del Purgatori   | el Cogul                           | muntanya     |         | 41° 27′ 14″ N, 0° 42′ 53″ E / 41.4538°N,0.7146°E 365.5 msnm   |           |                     | Modifica les dades a Wikidata |
|        | Punta del Simeó       | Granyena de les Garrigues el Cogul | muntanya     |         | 41° 26′ 57″ N, 0° 40′ 33″ E / 41.4492°N,0.675719°E 353.9 msnm |           |                     | Modifica les dades a Wikidata |
|        | Tossal Gros           | el Cogul                           | muntanya     |         | 41° 27′ 15″ N, 0° 40′ 30″ E / 41.4542°N,0.675028°E 353.8 msnm |           |                     | Modifica les dades a Wikidata |
|        | Tossal de les Forques | el Cogul                           | muntanya     |         | 41° 28′ 11″ N, 0° 41′ 47″ E / 41.4698°N,0.696472°E 353.7 msnm |           |                     | Modifica les dades a Wikidata |

## Misc
| imatge | Nom                         | Ubicat a                      | instància de                                   | Detalls                      | coordenades                                                                                               | Protecció                                            | Commons (més fotos)   | Dades a WD                    |
| ------ | --------------------------- | ----------------------------- | ---------------------------------------------- | ---------------------------- | --- | ---------------------------------------------------- | --------------------- | ----------------------------- |
|        | Cal Xony                    | el Cogul                      | casa                                           | Estil: arquitectura popular  | 41° 28′ 01″ N, 0° 41′ 23″ E / 41.46708°N,0.68981°E ca:Carrer Vileta, 2                                    | bé integrant del patrimoni cultural català           | Cal Xony              | Modifica les dades a Wikidata |
|        | Castell del Cogul           | el Cogul                      | castell                                        | 12nd century                 | 41° 28′ 03″ N, 0° 41′ 18″ E / 41.4674361111°N,0.688347222222°E ca:Partida l'Eral, el Cogul 301 msnm       | bé d'interès cultural bé cultural d'interès nacional |                       | Modifica les dades a Wikidata |
|        | Murs de la vila del Cogul   | el Cogul                      | muralla urbana                                 | 12nd century                 | 41° 28′ 04″ N, 0° 41′ 26″ E / 41.467666°N,0.690544°E                                                      | bé d'interès cultural bé cultural d'interès nacional |                       | Modifica les dades a Wikidata |
|        | Santa Maria del Cogul       | el Cogul                      | església                                       | Estil: arquitectura barroca  | 41° 28′ 01″ N, 0° 41′ 24″ E / 41.46689°N,0.68993°E                                                        | bé cultural d'interès local                          | Santa Maria del Cogul | Modifica les dades a Wikidata |
|        | casa consistorial del Cogul | el Cogul                      | casa consistorial                              |                              | 41° 28′ 01″ N, 0° 41′ 23″ E / 41.4670758°N,0.689635°E                                                     |                                                      |                       | Modifica les dades a Wikidata |
|        | el Cogul                    | el Cogul                      | entitat singular de població capital municipal | 162 hab                      | 41° 27′ 56″ N, 0° 41′ 17″ E / 41.46551526°N,0.68816395°E 297 msnm                                         |                                                      |                       | Modifica les dades a Wikidata |
|        | riu de Set                  | Garrigues Segrià              | curs d'aigua                                   | Desemboca: Segre Llarg: 45km | 41° 21′ 12″ N, 0° 57′ 01″ E / 41.353224°N,0.950175°E 41° 33′ 52″ N, 0° 33′ 19″ E / 41.564403°N,0.555266°E |                                                      | Riu de Set            | Modifica les dades a Wikidata |
|        | serra de les Arcades        | l'Albagés el Cogul el Soleràs | serra                                          |                              | 41° 26′ 30″ N, 0° 43′ 18″ E / 41.441614°N,0.721778°E 410.7 msnm                                           |                                                      |                       | Modifica les dades a Wikidata |